# Joseph Arthur Ankrah
Joseph Arthur Ankrah (Accra, 18 agosto 1915 – Accra, 25 novembre 1992) è stato un generale e politico ghanese.
Fu il primo comandante dell'esercito del Ghana e, dal 1966 al 1969, fu secondo capo di Stato del Paese.
Dopo aver servito nel Royal West African Frontier Force durante la seconda guerra mondiale venne nominato luogotenente nel 1947 e divenne il primo comandante di campo africano nel quartier generale dell'esercito. Nel 1956 venne promosso a maggiore; nel 1960 venne nominato colonnello e partecipò all'operazione ONU in Congo (UNOC).
Dopo essere diventato generale maggior divenne comandante dell'esercito del Ghana nel 1961 ma due anni dopo venne rimosso dall'incarico per esser stato sospettato di essere coinvolto in un colpo di Stato.
Si dedicò quindi agli affari e divenne capo della National Investment Bank. In seguito al golpe del 24 febbraio 1966 assunse la carica di Capo di Stato ma fu costretto a dimettersi dopo uno scandalo finanziario nel 1969.